# Bismarckturm (Fürth)

1908

Der Bismarckturm im Fürther Stadtteil Hardhöhe stand in etwa am Standort der Heilig-Geist-Kirche und der Hauptschule Soldnerstraße. Der Turm war 17,5 m hoch und wurde wie viele andere Bismarcktürme nach dem preisgekrönten Entwurf „Götterdämmerung“ des Architekten Wilhelm Kreis erbaut.

## Geschichte
Unter Vorsitz des Bezirksamtsmann Freiherr von Eyb wurde ein „Comitee zur Errichtung einer Bismarcksäule“ gebildet. Nachdem er und andere Mitglieder des Nationalliberalen Bürgervereins den Bau dieser Feuersäule angeregt hatten. Das Komitee kaufte ein Grundstück auf der Hard für 1.100 Mark. Mit Spenden finanzierte man den Bau der Säule. Für das Denkmal spendeten viele jüdische Bürger der Stadt Fürth. Wie in bspw. Augsburg entschied man sich für den Entwurf „Götterdämmerung“ des Architekten Wilhelm Kreis. Dieser Entwurf setzte sich in einem Wettbewerb der Deutschen Studentenschaft durch. Dieser Entwurf wurde von Adam Egerer, der Bauleiter und Architekt war, und Johann Gran ab 1907 ausgeführt. Der Turm wurde aus Backsteinen gebaut und wurde mit Muschelkalksteinen verkleidet. Die Sandsteinquader auf der Turmspitze wurden in einem Fürther Steinbruch gebrochen. Auf der Vorderseite der Säule befand sich ein Relief eines Reichsadlers, auf der Säule befand. Auf dem Turmkopf wurde eine Feuerschale aufgesetzt, in ihr wurden jährlich von 1908 bis 1914 in der Nacht zum 1. April ein Gemisch aus Holz, Stroh, Pech und Schießbaumwolle verbrannt. Der Turm wurde am 1. April 1908 als reine Feuersäule eröffnet und später zu einem Aussichtsturm ausgebaut. Ab 1927 wurde das jährliche Gedächtnisfeuer wieder entzündet. Ab 1926 führte eine Wendeltreppe zu einer Aussichtsplattform. 1927 eröffnete eine Dauerausstellung zu Bismarck im Vestibül. Das Umfeld des Turmes wurde zu einem Ausflugsziel umgestaltet. Ab 1927 wurde ein Biergarten eröffnet, 1928 kam ein 320 m² großer Unterstand hinzu, 1933 ein Musikpavillon. Dem Kriegsveteranenverein, der den Turm sonntags öffnete, bescherte dies bis zu eintausend Besucher an einzelnen Tagen. Ab 1933 fanden größere Aufmärsche der Nationalsozialisten zum Bismarckturm statt. 1919/20 erbaute die Gothaer Waggon- und Flugzeugfabrik ein Werk auf der Hard. Das Unternehmen, das später Bachmann & Blumenthal hieß, wurde in die militärische Produktion des Dritten Reichs eingebunden, erhielt einen Werksflugplatz und eine Startbahn. Für die Erweiterung des Werksgeländes wurde der Turm 1938 auf Weisung des Reichsluftfahrtministeriums abgerissen. Unterschiedliche Quellen sprechen vom 23. oder 30. Mai 1938.